# آن ماكي
آن ماكي (بالإنجليزية: Ann McKee)‏ هي عالمة أمراض ومشهورة وعالمة أمريكية، ولدت في 1953 في أبلتون في الولايات المتحدة.

## وصلات خارجية
- آن ماكي على موقع IMDb (الإنجليزية)
- آن ماكي على موقع قاعدة بيانات الفيلم (الإنجليزية)